# Magareće zelje
Magareće zelje (ilirski kravačac, veliki badelj, ilirska bodljača, lat. Onopordum illyricum), dvogodišnja biljna vrsta iz porodice glavočika raširena u jugozapadnoj Europi. Jedna od rijetkih vrsta ovog roda koja raste i u Hrvatskoj. Nalik je običnom kravačcu ili magarećem trnu, a raste u Hrvatskom primorju.
Biljka je bodljikava, a jestiv je korijen i mladi listovi. Izraste do dva metra visine.
U Australiju i Kaliforniju je uvezena